# Plata pestrá
Plata pestrá (latinsky: Xiphophorus variatus, slovensky: Plata pestrá, anglicky: Variable platyfish). Ryba se vyskytuje ve sladkých vodách zemí Střední Ameriky. Rybu vědecky popsal v roce 1904 americký ichtyolog Seth Eugene Meek (1. duben 1859, Hicksville, Ohio – 6. červenec 1914, Chicago), který pracoval na Fieldsově muzeu (anglicky Field Museum of Natural History) v Chicagu. Byl prvním ichtyologem a autorem knihy, kde sepsal všechny středoamerické živorodé ryby.

## Popis
Základní zbarvení přírodní formy je zlato-žluté s oranžovo-červenou ocasní ploutví, hřbetní ploutev je lemována černou barvou. Boky mají černý nádech. Dospělý samec nemá mečík. Samice jsou větší a plnější v bříšku. Samci dorůstají do 3,9 cm a samice 7,0 cm délky. Pohlaví ryb je snadno rozeznatelné: samci mají pohlavní orgán gonopodium, samice klasickou řitní ploutev.
Existuje velké množství barevných variet, které se liší svým zbarvením, nebo tvarem ploutví. Prošlechtěné platy jsou choulostivější, mají větší nároky na čistotu a kvalitu vody. Bývají také náchylnější k nemocem a daří se jim lépe v teplejší vodě. Ryba se kříží s ostatními druhy plat.

## Biotop
Ryba žije ve sladkých vodách Střední Ameriky, Guatemale, Hondurasu a Mexiku. Ryba je endemická v Mexiku, od jižní Tamaulipas po severní Veracruz. Každá z těchto oblastí vykazuje po zavlečení nepříznivý dopad na ekosystém.

## Chov v akváriu
- Chov ryby: Pro chov je snadný, převaha samic nad samci je žádoucí. Ryba prospívá v chladnější vodě s dobrou filtrací. Vhodná do jednodruhových, ale i společenských nádrží se stejně velkými rybami.[4]
- Teplota vody: 18–27°C[4]
- Kyselost vody: 7,0–8,0pH[4]
- Tvrdost vody: 9–19°dGH[4]
- Krmení: Jedná se o všežravou rybu, preferuje živou potravu (perloočky, komáří larvy), přijímá také vločkové, nebo mražené krmivo. Okusuje řasy. Pro dobré vybarvení a růst by strava měla být pestrá.[4]
- Rozmnožování: Březost trvá přibližně 4 týdny. Samice rodí 50–70 (100) mláďat, dle své velikosti.[5] Velikost potěru je 5–7 mm. Samice mají před porodem černou skvrnu zralosti a výrazně hranaté velké bříško. Po porodu je vhodné potěr odlovit, nebo k porodu použít líhničku. Pro zachování barevné stálost, zabránění křížení je vhodné ve věku 3 měsíců oddělit samce od samic.[4]